# Gare d'Ustaoset
La gare d'Ustaoset est une gare ferroviaire sur la ligne de Bergen. Elle est située dans la municipalité Hol du landskap Hallingdal dans le comté de Buskerud, à 264 kilomètres d'Oslo S.

## Histoire
La gare a été mise en service en 1912 pour desservir le village de vacances (hytteby) qui s'est développé à Ustaoset depuis 1909. Ustaoset compte désormais 900 chalets et plusieurs hôtels. 
Une voie de la gare a servi de décembre 1963 à décembre 1964 au changement de locomotives alors que la ligne Bergen était en cours d'électrification. 
La gare a été rénovée en 2014 et compte deux appartements au premier étage. Aucun personnel n'y est basé. 

## Service des voyageurs

### Desserte

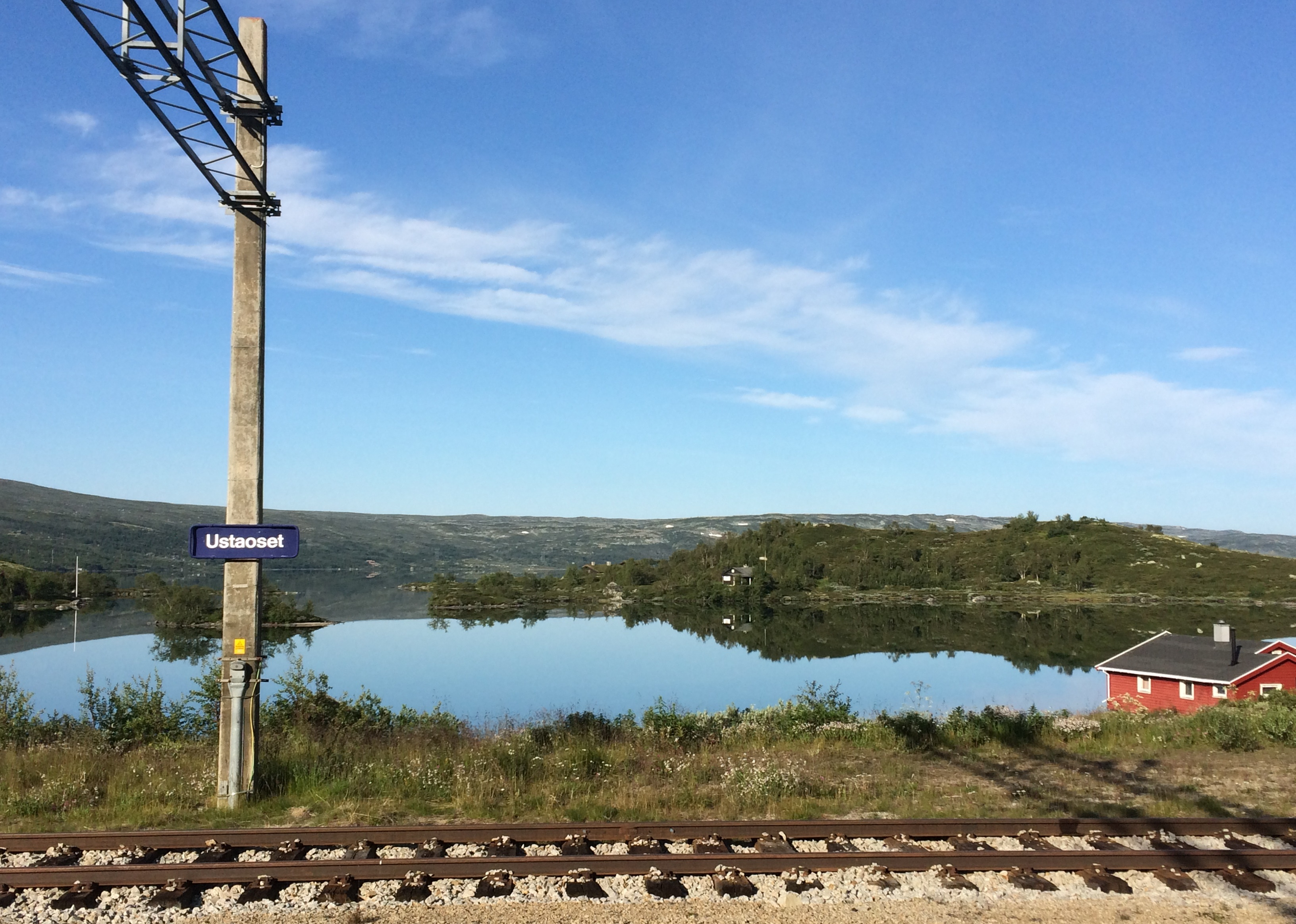
Lac Ustevatn
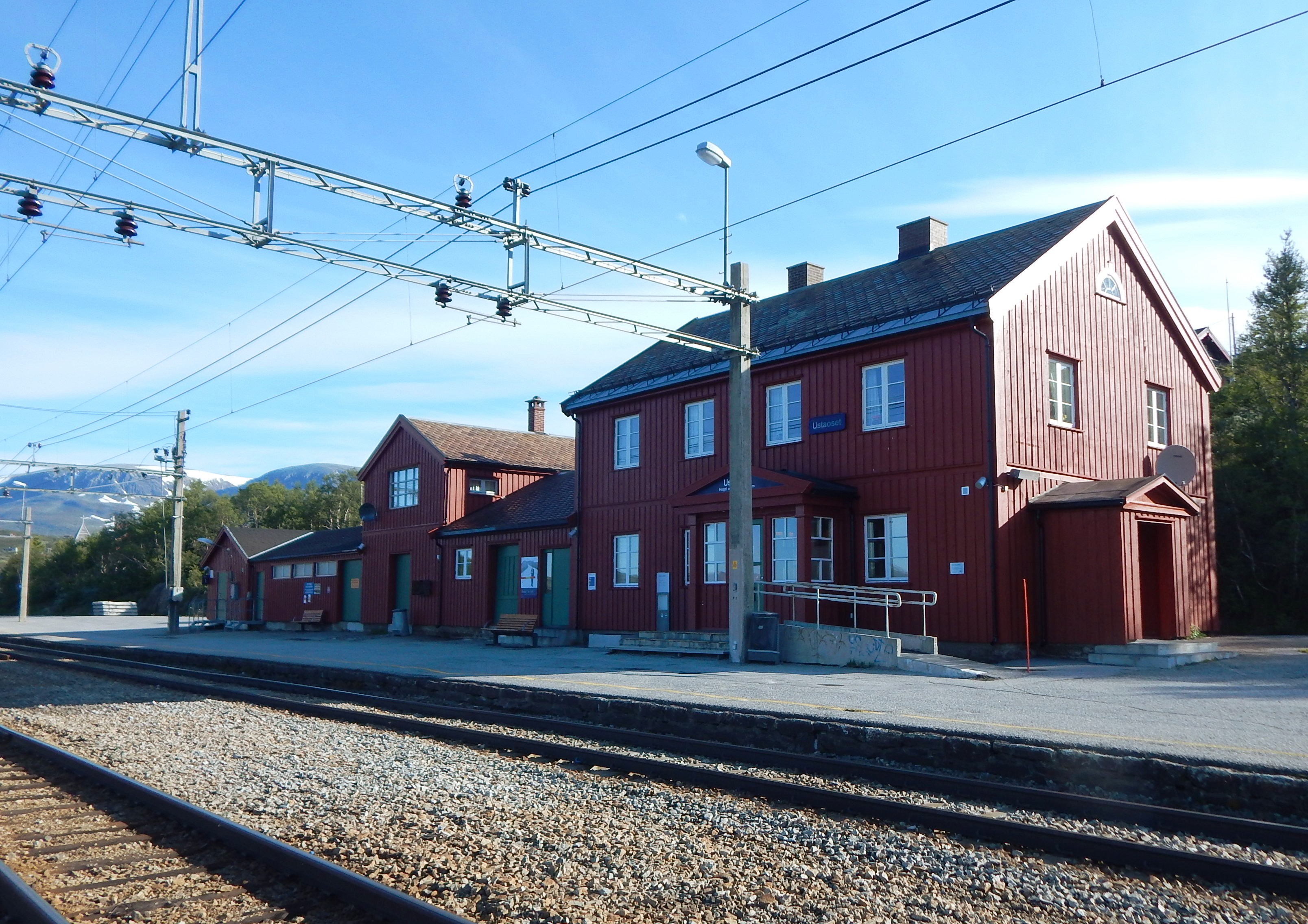
La gare en 2017